# Alfredo Frausto
Alfredo Frausto Mendoza (ur. 12 stycznia 1983 w Leónie) – meksykański piłkarz występujący na pozycji bramkarza.

## Kariera klubowa
Frausto pochodzi z miasta León i jest wychowankiem tamtejszego zespołu Club León, do którego seniorskiej drużyny, występującej wówczas w drugiej lidze meksykańskiej, został włączony jako dwudziestolatek. Przez pierwsze pół roku był przeważnie rezerwowym dla Cirilo Saucedo, w tej roli wygrywając rozgrywki Primera División A w wiosennym sezonie Clausura 2004, jednak wobec porażki w decydującym dwumeczu z Dorados nie zaowocowało to awansem do pierwszej ligi. Bezpośrednio po tym, wskutek odejścia Saucedo, został podstawowym golkiperem Leónu, lecz już po upływie pół roku ponownie stracił pewną pozycję w wyjściowej jedenastce. Podczas rozgrywek Clausura 2005 dotarł ze swoją ekipą do finału drugiej ligi, po czym przeniósł się do innego drugoligowca – klubu Correcaminos UAT z siedzibą w Ciudad Victoria. Jego barwy reprezentował przez rok, mając pewne miejsce między słupkami, jednak nie zdołał osiągnąć większych sukcesów.
Latem 2006 Frausto przeszedł do pierwszoligowego zespołu San Luis FC z miasta San Luis Potosí, jednak nie zdołał w nim rozegrać żadnego spotkania; przez kolejne lata był wyłącznie wypożyczany do kilku drużyn z drugiej ligi. Bezpośrednio po przyjściu do San Luis udał się na wypożyczenie do drugoligowego Tampico Madero FC, gdzie występował przez pół roku, będąc podstawowym bramkarzem, po czym, również na zasadzie sześciomiesięcznego wypożyczenia, zasilił swoją byłą ekipę Correcaminos UAT, przegrywając w niej jednak rywalizację z Carlosem Trejo. W lipcu 2007 został wypożyczony do drugoligowego Petroleros de Salamanca; tam z kolei grał przez rok, lecz pełniąc wyłącznie funkcję rezerwowego i nie zanotował poważniejszych osiągnięć. Taka sama sytuacja miała miejsce w kolejnym drugoligowym zespole, w którym występował przez dwanaście miesięcy na zasadzie wypożyczenia – Lobos BUAP z siedzibą w Puebli. Następnie przebywał na wypożyczeniu w drugoligowym klubie Guerreros FC z miasta Hermosillo, gdzie jako podstawowy bramkarz grał przez rok, aż do rozwiązania drużyny.
W styczniu 2011 Frausto został wypożyczony do drugoligowego Universidadu de Guadalajara, gdzie pozostawał przez sześć miesięcy, po czym udał się na wypożyczenie do kolejnego drugoligowca – ekipy Mérida FC, w której barwach spędził rok, mając pewne miejsce między słupkami. W połowie 2012 roku na zasadzie wypożyczenia zasilił natomiast drugoligową drużynę Dorados de Sinaloa z siedzibą w mieście Culiacán, w której również występował przez rok, lecz tym razem po raz pierwszy od kilku lat zdołał odnieść kilka osiągnięć – w jesiennym sezonie Apertura 2012, mając pewne miejsce w bramce, dotarł do finału rozgrywek Ascenso MX, a także zdobył puchar Meksyku – Copa MX, zostając bohaterem finałowego spotkania z Correcaminos UAT (2:2); najpierw w doliczonym czasie strzelił wyrównującą bramkę (pierwszą w swojej karierze) po rzucie rożnym, zaś w serii rzutów karnych wykonał decydującą jedenastkę, która dała zespołowi Dorados pierwsze w historii klubu trofeum. Po swoim spektakularnym występie zyskał w tamtym czasie sporą sławę w ogólnokrajowych mediach.
Latem 2013 Frausto powrócił do najwyższej klasy rozgrywkowej, zostając graczem drużyny Chiapas FC z siedzibą w Tuxtla Gutiérrez, której sprzedał swoją licencję dotychczasowy posiadacz jego kadry zawodniczej – zespół San Luis FC. Tam, mając trzydzieści lat, zadebiutował w Liga MX za kadencji szkoleniowca Sergio Bueno, 20 lipca 2013 w zremisowanym 2:2 spotkaniu z Veracruz i chociaż początkowo był rezerwowym dla Oscara Jiméneza, to po upływie pół roku wygrał z nim rywalizację o miejsce w składzie. W lipcu 2013 udał się na wypożyczenie do ekipy Puebla FC, gdzie występował przez sześć miesięcy, będąc wyłącznie alternatywą dla Rodolfo Coty, lecz w sezonie Apertura 2014 dotarł do finału krajowego pucharu. Bezpośrednio po tym powrócił do drugiej ligi, gdzie na zasadzie wypożyczenia został zawodnikiem swojego byłego klubu Dorados de Sinaloa. Tam już w pierwszym sezonie Clausura 2015, jako podstawowy bramkarz, triumfował w rozgrywkach Ascenso MX, awansując z powrotem do najwyższej klasy rozgrywkowej, gdzie jednak stracił miejsce między słupkami na rzecz nowo pozyskanego Luisa Michela.
| Sezon     | Klub                       | Kraj   | Rozgrywki  | Mecze | Bramki |
| --------- | -------------------------- | ------ | ---------- | ----- | ------ |
| 2003/2004 | Club León                  | Meksyk | Ascenso MX | 6     | 0      |
| 2004/2005 | Club León                  | Meksyk | Ascenso MX | 20    | 0      |
| 2005/2006 | Correcaminos UAT           | Meksyk | Ascenso MX | 34    | 0      |
| 2006/2007 | Tampico Madero FC          | Meksyk | Ascenso MX | 16    | 0      |
| 2006/2007 | Correcaminos UAT           | Meksyk | Ascenso MX | 6     | 0      |
| 2007/2008 | Petroleros de Salamanca    | Meksyk | Ascenso MX | 2     | 0      |
| 2008/2009 | Lobos BUAP                 | Meksyk | Ascenso MX | 3     | 0      |
| 2009/2010 | Guerreros FC               | Meksyk | Ascenso MX | 13    | 0      |
| 2010/2011 | Guerreros FC               | Meksyk | Ascenso MX | 16    | 0      |
| 2010/2011 | Universidad de Guadalajara | Meksyk | Ascenso MX | 8     | 0      |
| 2011/2012 | Mérida FC                  | Meksyk | Ascenso MX | 30    | 0      |
| 2012/2013 | Dorados de Sinaloa         | Meksyk | Ascenso MX | 30    | 0      |
| 2013/2014 | Chiapas FC                 | Meksyk | Liga MX    | 17    | 0      |
| 2014/2015 | Puebla FC                  | Meksyk | Liga MX    | 3     | 0      |
| 2014/2015 | Dorados de Sinaloa         | Meksyk | Ascenso MX | 20    | 0      |
| 2015/2016 | Dorados de Sinaloa         | Meksyk | Liga MX    |       |        |